# Chrysopelea rhodopleuron
Chrysopelea rhodopleuron är en ormart som beskrevs av Boie 1827. Chrysopelea rhodopleuron ingår i släktet flygormar, och familjen snokar.
Arten förekommer endemisk på Sulawesi.

## Underarter
Arten delas in i följande underarter:
- C. r. rhodopleuron
- C. r. viridis